# Грозница суботње вечери (ТВ серија)
„Грозница суботње вечери” је југословенска телевизијска серија снимљена 1997. године.

## Улоге
| Глумац              | Улога        |
| ------------------- | ------------ |
| Миленко Заблаћански |              |
| Марко Стојановић    |              |
| Предраг Милетић     |              |
| Владан Савић        |              |
| Моника Ромић        |              |
| Игор Микља          | Колега Микља |

Комплетна ТВ екипа ▼
| Редитељ    | Марко Стојановић    |
| Редитељ    | Миленко Заблаћански |
| Сценариста | Марко Стојановић    |
| Сценариста | Миленко Заблаћански |